# Charès de Mytilène
Charès de Mytilène (en grec ancien Χάρης  / Kharès) est un historien grec, chambellan d'Alexandre le Grand. Il a rédigé une Histoire d'Alexandre aujourd'hui réduite à l'état de fragments.

## Biographie
Charès accompagne l'expédition en Asie depuis le début et occupe une position élevée à la cour, peut-être recommandé au roi par les éminents Mytiléniens, Laomédon et Érigyios. Après l'adoption du cérémonial achéménide à partir de 330 av. J.-C., il devient l'huissier royal ou chambellan. Il est chargé d'introduire les étrangers au roi, un cérémonial emprunté à la cour perse. Il est donc bien informé sur les événements quotidiens à la cour et un témoin oculaire d'événements comme le meurtre de Cleitos, l'introduction de la proskynèse et la disgrâce de Callisthène, les noces de Suse.
Il écrit une Histoire d'Alexandre, récit en dix tomes racontant la vie privée du roi. Seuls dix-neuf fragments ont survécu, dont quelques fragments du livre VII qui ont été transmis par Athénée de Naucratis. L'ouvrage présente un grand intérêt pour l'historien social et culturel. C'est d'ailleurs une source de Plutarque et de Pline l'ancien.

## Sources antiques
- Plutarque, Vies parallèles [détail des éditions] [lire en ligne].